# Hinnamåla
Hinnamåla är en bebyggelse i Gårdsby socken i Växjö kommun i Kronobergs län. SCB avgränsade här en småort 2020.